# Ronde van Frankrijk 2016
De 103de editie van de Ronde van Frankrijk werd van 2 tot en met 24 juli 2016 verreden. De ronde ging van start in het departement Manche, vanaf het schiereiland Mont Saint-Michel en eindigde traditiegetrouw in Parijs.

## Parcours
De Grand Départ vond voor het eerst sinds 2013 opnieuw plaats in Frankrijk. De regio Manche vormde voor het eerst in de geschiedenis het decor voor de Tourstart. Op 9 december 2014 werden de eerste wedstrijddetails bekendgemaakt, het peloton zou 2 dagen in de Manche blijven en op de derde dag naar het zuiden rijden. De ronde startte niet met een proloog maar met een rit in lijn vanaf het pittoreske eiland Mont Saint-Michel, dat enkel verbonden is met het vasteland via een dam. De aankomst lag in het dorpje Sainte-Marie-du-Mont, meer bepaald Utah Beach, een van de stranden waar de geallieerden het bezette Europa zouden bevrijden tijdens de Tweede Wereldoorlog. Na de rit was er ook een korte ceremonie. De tweede etappe ging van Saint-Lô naar Cherbourg-Octeville. De finish lag daar op de top van de Côte de La Glacerie. De derde etappe ging van start in Granville, het was duidelijk dat de organisatoren zo snel mogelijk naar de Pyreneeën wilden gaan en dit zonder veel verplaatsingen tussen etappes. De 3e rit met aankomst in Angers en de 4e in Limoges waren beide vlakke ritten langer dan 220 km. De 5de rit tussen Limoges en het skistationnetje Le Lioran ging over lastige wegen in het Centraal Massief. Daarna volgde nog een sprintkans in Montauban voordat de renners gingen klimmen. De 7e rit naar Lac de Payolle was een overgangsrit maar de 8e rit tussen Pau en Bagnères-de-Luchon omvatte 4 cols waaronder de Col du Tourmalet en de Col de Peyresourde, de aankomst echter lag na een afdaling. De 9e rit lag geheel buiten Frans grondgebied. De koninginnenrit in deze Tour lag al voor de eerst rustdag en vertrok in Vielha en liep via Spanje naar Andorra met aankomst op Andorra Arcalis. Het was de 3e keer dat de Tour Andorra aandeed.
Na de rustdag in Andorra wachtte het hoogste punt van deze tour in de 12e rit tussen Escaldes-Engordany en Revel bij het beklimmen van de Port d'Envalira, na deze col was het vrijwel vlak waardoor sprinters en aanvallers in het voordeel waren. In de volgende rit naar Montpellier werd er gesprint voordat in de 12e rit een aankomst op de legendarische Mont Ventoux zou liggen. Deze rit werd in verband met harde wind echter ingekort, waardoor niet tot de top werd gereden. In de 13e rit kwamen de tijdrijders aan bod, toen er 37 km tegen de klok werd gereden in de Ardèche, de tijdrit was niet vlak en veroorzaakte belangrijke tijdsverschillen. Toen kwamen de renners aan de voet van de Alpen maar om een uitstap naar Zwitserland mogelijk te maken maakte het peloton een omweg met eerst een vlakke rit naar Villars-les-Dombes. In de 15e rit een lastigere aankomst in Culoz waar 2 verschillende beklimmingen van de Col du Grand Colombier wachtten. De 16e rit kwam aan in Zwitserland met als aankomst Bern. Ook de rustdag lag in Bern waardoor dus beide rustplaatsen buiten Frankrijk lagen.
Daarna volgden de Alpen die ditmaal vanuit het noorden werden bereikt. De organisatoren zetten de Mont Blanc in de verf tijdens deze editie met 4 aankomsten dicht bij de berg. De eerste was nog op Zwitsers grondgebied met als aankomst Finhaut na eerst de Col de la Forclaz en de slotklim richting Lac d'Emosson. De 18e rit was de 2de en laatste tijdrit, een klimtijdrit. Een echte col werd niet beklommen maar de weg liep meestal op tussen Sallanches en Megève. de 19e rit voerde de renners naar de Mont Blanc. Uiteraard niet naar de top maar naar het skistation Saint-Gervais-les-Bains bekend uit de Dauphiné om uiteindelijk op de voorlaatste dag naar Morzine te rijden na de afdaling van de Col de Joux Plane. De laatste rit vertrok iets ten noorden van Parijs in Chantilly en eindigde traditioneel op de Champs-Élysées in Parijs.

## Deelnemende ploegen
| 18 UCI World Tour-ploegen | 18 UCI World Tour-ploegen | 18 UCI World Tour-ploegen | 4 wildcards               |
| ------------------------- | ------------------------- | ------------------------- | ------------------------- |
| AG2R La Mondiale          | FDJ                       | LottoNL-Jumbo             | Bora-Argon 18             |
| Astana                    | Giant-Alpecin             | Movistar                  | Fortuneo-Vital Concept    |
| BMC Racing Team           | IAM Cycling               | Orica-BikeExchange        | Cofidis Solutions Crédits |
| Cannondale                | Katjoesja                 | Team Sky                  | Direct Énergie            |
| Dimension Data            | Lampre-Merida             | Tinkoff                   |                           |
| Etixx-Quick Step          | Lotto Soudal              | Trek-Segafredo            |                           |
|                           |                           |                           |                           |
|                           |                           |                           |                           |

## Etappe-overzicht
| Datum   | Etappe             | Start-Finish                                             | Afstand (km)       | Type                | Winnaar            | Ploeg               | Klassementsleider  |
| ------- | ------------------ | -------------------------------------------------------- | ------------------ | ------------------- | ------------------ | ------------------- | ------------------ |
| 2 juli  | 1                  | Le Mont-Saint-Michel - Utah Beach (Sainte-Marie-du-Mont) | 188                | Vlakke rit          | Mark Cavendish     | Team Dimension Data | Mark Cavendish     |
| 3 juli  | 2                  | Saint-Lô - Cherbourg-Octeville                           | 183                | Vlakke rit          | Peter Sagan        | Tinkoff             | Peter Sagan        |
| 4 juli  | 3                  | Granville - Angers                                       | 223,5              | Vlakke rit          | Mark Cavendish     | Team Dimension Data | Peter Sagan        |
| 5 juli  | 4                  | Saumur - Limoges                                         | 237,5              | Vlakke rit          | Marcel Kittel      | Etixx-Quick Step    | Peter Sagan        |
| 6 juli  | 5                  | Limoges - Le Lioran                                      | 216                | Bergrit             | Greg Van Avermaet  | BMC Racing Team     | Greg Van Avermaet  |
| 7 juli  | 6                  | Arpajon-sur-Cère - Montauban                             | 190,5              | Vlakke rit          | Mark Cavendish     | Team Dimension Data | Greg Van Avermaet  |
| 8 juli  | 7                  | L'Isle-Jourdain - Lac de Payolle                         | 162,5              | Bergrit             | Steve Cummings     | Team Dimension Data | Greg Van Avermaet  |
| 9 juli  | 8                  | Pau - Bagnères-de-Luchon                                 | 184                | Bergrit             | Chris Froome       | Team Sky            | Chris Froome       |
| 10 juli | 9                  | Vielha - Ordino-Arcalis                                  | 184,5              | Bergrit             | Tom Dumoulin       | Team Giant-Alpecin  | Chris Froome       |
| 11 juli | Rustdag in Andorra | Rustdag in Andorra                                       | Rustdag in Andorra | Rustdag in Andorra  | Rustdag in Andorra | Rustdag in Andorra  | Rustdag in Andorra |
| 12 juli | 10                 | Escaldes-Engordany - Revel                               | 197                | Heuvelrit           | Michael Matthews   | Orica-BikeExchange  | Chris Froome       |
| 13 juli | 11                 | Carcassonne - Montpellier                                | 162,5              | Vlakke rit          | Peter Sagan        | Tinkoff             | Chris Froome       |
| 14 juli | 12                 | Montpellier - Mont Ventoux (Chalet Reynard)              | 184 178            | Bergrit             | Thomas De Gendt    | Lotto Soudal        | Chris Froome       |
| 15 juli | 13                 | Bourg-Saint-Andéol - La Caverne du Pont d'Arc            | 37,5               | Individuele tijdrit | Tom Dumoulin       | Team Giant-Alpecin  | Chris Froome       |
| 16 juli | 14                 | Montélimar - Villars-les-Dombes                          | 208,5              | Vlakke rit          | Mark Cavendish     | Team Dimension Data | Chris Froome       |
| 17 juli | 15                 | Bourg-en-Bresse - Culoz                                  | 160                | Bergrit             | Jarlinson Pantano  | IAM Cycling         | Chris Froome       |
| 18 juli | 16                 | Moirans-en-Montagne - Bern                               | 209                | Vlakke rit          | Peter Sagan        | Tinkoff             | Chris Froome       |
| 19 juli | Rustdag in Bern    | Rustdag in Bern                                          | Rustdag in Bern    | Rustdag in Bern     | Rustdag in Bern    | Rustdag in Bern     | Rustdag in Bern    |
| 20 juli | 17                 | Bern - Finhaut-Emosson                                   | 184,5              | Bergrit             | Ilnoer Zakarin     | Team Katjoesja      | Chris Froome       |
| 21 juli | 18                 | Sallanches - Megève                                      | 17                 | Individuele tijdrit | Chris Froome       | Team Sky            | Chris Froome       |
| 22 juli | 19                 | Albertville - Saint-Gervais Mont Blanc                   | 146                | Bergrit             | Romain Bardet      | AG2R La Mondiale    | Chris Froome       |
| 23 juli | 20                 | Megève - Morzine                                         | 146,5              | Bergrit             | Jon Izagirre       | Movistar Team       | Chris Froome       |
| 24 juli | 21                 | Chantilly - Parijs (Champs-Élysées)                      | 113                | Vlakke rit          | André Greipel      | Lotto Soudal        | Chris Froome       |

## Klassementsleiders na elke etappe
| Etappe 0       | Algemeen klassement | Puntenklassement | Bergklassement  | Jongerenklassement | Ploegenklassement  | Strijdlust                       |
| -------------- | ------------------- | ---------------- | --------------- | ------------------ | ------------------ | -------------------------------- |
| 1              | Mark Cavendish      | Mark Cavendish1  | Paul Voss       | Edward Theuns      | Lotto Soudal       | Anthony Delaplace                |
| 2              | Peter Sagan         | Peter Sagan2     | Jasper Stuyven  | Julian Alaphilippe | Orica-BikeExchange | Jasper Stuyven                   |
| 3              | Peter Sagan         | Mark Cavendish   | Jasper Stuyven  | Julian Alaphilippe | Orica-BikeExchange | Thomas Voeckler                  |
| 4              | Peter Sagan         | Peter Sagan2     | Jasper Stuyven  | Julian Alaphilippe | Orica-BikeExchange | Oliver Naesen                    |
| 5              | Greg Van Avermaet   | Peter Sagan2     | Thomas De Gendt | Julian Alaphilippe | BMC Racing Team    | Thomas De Gendt                  |
| 6              | Greg Van Avermaet   | Mark Cavendish   | Thomas De Gendt | Julian Alaphilippe | BMC Racing Team    | Yukiya Arashiro                  |
| 7              | Greg Van Avermaet   | Mark Cavendish   | Thomas De Gendt | Adam Yates         | BMC Racing Team    | Vincenzo Nibali                  |
| 8              | Chris Froome        | Mark Cavendish   | Rafał Majka     | Adam Yates         | BMC Racing Team    | Thibaut Pinot                    |
| 9              | Chris Froome        | Mark Cavendish   | Thibaut Pinot   | Adam Yates         | Movistar Team      | Tom Dumoulin                     |
| 10             | Chris Froome        | Peter Sagan      | Thibaut Pinot   | Adam Yates         | BMC Racing Team    | Peter Sagan                      |
| 11             | Chris Froome        | Peter Sagan      | Thibaut Pinot   | Adam Yates         | BMC Racing Team    | Arthur Vichot                    |
| 12             | Chris Froome        | Peter Sagan      | Thomas De Gendt | Adam Yates         | BMC Racing Team    | Thomas De Gendt                  |
| 13             | Chris Froome        | Peter Sagan      | Thomas De Gendt | Adam Yates         | BMC Racing Team    | niet uitgereikt                  |
| 14             | Chris Froome        | Peter Sagan      | Thomas De Gendt | Adam Yates         | BMC Racing Team    | Jérémy Roy                       |
| 15             | Chris Froome        | Peter Sagan      | Rafał Majka     | Adam Yates         | Movistar Team      | Rafał Majka                      |
| 16             | Chris Froome        | Peter Sagan      | Rafał Majka     | Adam Yates         | Movistar Team      | Julian Alaphilippe & Tony Martin |
| 17             | Chris Froome        | Peter Sagan      | Rafał Majka     | Adam Yates         | Movistar Team      | Jarlinson Pantano                |
| 18             | Chris Froome        | Peter Sagan      | Rafał Majka     | Adam Yates         | Movistar Team      | niet uitgereikt                  |
| 19             | Chris Froome        | Peter Sagan      | Rafał Majka     | Adam Yates         | Movistar Team      | Rui Costa                        |
| 20             | Chris Froome        | Peter Sagan      | Rafał Majka     | Adam Yates         | Movistar Team      | Jarlinson Pantano                |
| 21             | Chris Froome        | Peter Sagan      | Rafał Majka     | Adam Yates         | Movistar Team      | niet uitgereikt                  |
| Eindklassement | Chris Froome        | Peter Sagan      | Rafał Majka     | Adam Yates         | Movistar Team      | Peter Sagan                      |

- 1 De groene trui werd in de tweede etappe gedragen door Marcel Kittel die tweede stond achter Cavendish.
- 2 De groene trui werd in de derde en vijfde etappe gedragen door Mark Cavendish die tweede stond achter Sagan.

## Eindklassementen

### Algemeen klassement
| Rang | Renner             | Ploeg              | Tijd      |
| ---- | ------------------ | ------------------ | --------- |
|      | Chris Froome       | Team Sky           | 89u04'48" |
| 2    | Romain Bardet      | AG2R La Mondiale   | + 4'05"   |
| 3    | Nairo Quintana     | Movistar Team      | + 4'21"   |
| 4    | Adam Yates         | Orica-BikeExchange | + 4'42"   |
| 5    | Richie Porte       | BMC Racing Team    | + 5'17"   |
| 6    | Alejandro Valverde | Movistar Team      | + 6'16"   |
| 7    | Joaquim Rodríguez  | Team Katjoesja     | + 6'58"   |
| 8    | Louis Meintjes     | Lampre-Merida      | + 6'58"   |
| 9    | Daniel Martin      | Etixx-Quick Step   | + 7'04"   |
| 10   | Roman Kreuziger    | Tinkoff            | + 7'11"   |

### Nevenklassementen
| Puntenklassement |                  |                    |        |
| Plaats           | Naam             | Ploeg              | Punten |
| Groene trui      | Peter Sagan      | Tinkoff-Saxo       | 470    |
| 2                | Marcel Kittel    | Etixx-Quick Step   | 228    |
| 3                | Michael Matthews | Orica-BikeExchange | 199    |
|                  |                  |                    |        |
| 7                | Thomas De Gendt  | Lotto Soudal       | 154    |
| 12               | Stef Clement     | IAM Cycling        | 89     |

| Bergklassement |                   |              |        |
| Plaats         | Naam              | Ploeg        | Punten |
| Bolletjestrui  | Rafał Majka       | Tinkoff      | 209    |
| 2              | Thomas De Gendt   | Lotto Soudal | 130    |
| 3              | Jarlinson Pantano | IAM Cycling  | 121    |
|                |                   |              |        |
| 7              | Stef Clement      | IAM Cycling  | 53     |

| Jongerenklassement |                  |                     |           |
| Plaats             | Naam             | Ploeg               | Tijd      |
| Witte trui         | Adam Yates       | Orica-BikeExchange  | 89u09'30" |
| 2                  | Louis Meintjes   | Team Dimension Data | + 2'16"   |
| 3                  | Emanuel Buchmann | Bora-Argon 18       | + 42'58"  |
|                    |                  |                     |           |
| 5                  | Wilco Kelderman  | Team LottoNL-Jumbo  | +1u19'56" |
| 14                 | Jasper Stuyven   | Trek-Segafredo      | +3u28'47" |

| Ploegenklassement |                    |            |
| Plaats            | Ploeg              | Tijd       |
|                   | Movistar Team      | 267u20'45" |
| 2                 | Team Sky           | + 8'14"    |
| 3                 | BMC Racing Team    | + 48'11"   |
|                   |                    |            |
| 13                | Etixx-Quick Step   | +3u53'29"  |
| 16                | Team LottoNL-Jumbo | +5u28'59"  |